# Natação no Campeonato Europeu de Esportes Aquáticos de 2012 - 50 m borboleta feminino
A prova dos 50 metros borboleta feminino da natação no Campeonato Europeu de Esportes Aquáticos de 2012 ocorreu entre os dias 21 e 22 de maio em Debrecen na Hungria. 

## Calendário
| Fase          | Data       | Hora  |
| ------------- | ---------- | ----- |
| Eliminatórias | 21 de maio | 09:58 |
| Semifinal     | 21 de maio | 17:09 |
| Final         | 22 de maio | 17:18 |

Todos os horários estão no horário local (UTC+1)

## Recordes
Antes desta competição, os recordes eram os seguintes:
| Recorde mundial       | Therese Alshammar | 25.07 | Roma      | 31 de julho de 2009 |
| Recorde europeu       | Therese Alshammar | 25.07 | Roma      | 31 de julho de 2009 |
| Recorde do campeonato | Therese Alshammar | 25.50 | Budapeste | 9 de agosto de 2010 |

## Medalhistas
| Ouro                 | Prata              | Bronze                |
| Sarah Sjöström (SWE) | Triin Aljand (EST) | Ingvild Snildal (NOR) |

## Resultados

### Eliminatórias
Esses foram os resultados das eliminatórias. 
| Pos. | Bateria | Raia | Nadadora                     | Nacionalidade | Tempo | Notas |
| ---- | ------- | ---- | ---------------------------- | ------------- | ----- | ----- |
| 1    | 6       | 4    | Sarah Sjöström               | Suécia        | 26.48 | Q     |
| 2    | 4       | 5    | Ingvild Snildal              | Noruega       | 26.55 | Q     |
| 3    | 5       | 4    | Hinkelien Schreuder          | Países Baixos | 26.70 | Q     |
| 4    | 4       | 4    | Triin Aljand                 | Estónia       | 26.72 | Q     |
| 4    | 6       | 2    | Anna Dowgiert                | Polónia       | 26.72 | Q     |
| 6    | 4       | 6    | Kristel Vourna               | Grécia        | 26.79 | Q     |
| 7    | 4       | 2    | Ilaria Bianchi               | Itália        | 26.80 | Q     |
| 7    | 5       | 3    | Silvia di Pietro             | Itália        | 26.80 | Q     |
| 9    | 4       | 3    | Sviatlana Khakhlova          | Bielorrússia  | 26.92 | Q     |
| 10   | 6       | 3    | Nadiya Koba                  | Ucrânia       | 27.03 | Q     |
| 11   | 5       | 6    | Louise Hansson               | Suécia        | 27.07 | Q     |
| 12   | 3       | 4    | Eszter Dara                  | Hungria       | 27.19 | Q     |
| 13   | 6       | 5    | Amit Ivri                    | Israel        | 27.20 | Q     |
| 13   | 6       | 6    | Sina Sutter                  | Alemanha      | 27.20 | Q     |
| 15   | 1       | 2    | Martina Moravcová            | Eslováquia    | 27.21 | Q     |
| 16   | 5       | 8    | Danielle Carmen Villars      | Suíça         | 27.30 | Q     |
| 17   | 5       | 5    | Daria Tcvetkova              | Rússia        | 27.32 |       |
| 18   | 1       | 7    | Annika Saarnak               | Estónia       | 27.35 |       |
| 19   | 6       | 7    | Emilia Pikkarainen           | Finlândia     | 27.37 |       |
| 20   | 2       | 5    | Orsolya Tompa                | Hungria       | 27.38 |       |
| 21   | 5       | 2    | Datya Stepanyuk              | Ucrânia       | 27.52 |       |
| 21   | 6       | 1    | Fabienne Nadarajah           | Áustria       | 27.52 |       |
| 23   | 4       | 7    | Maria Ugolkova               | Rússia        | 27.59 |       |
| 24   | 4       | 1    | Lisa Zaiser                  | Áustria       | 27.64 |       |
| 25   | 6       | 8    | Sarah Blake Bateman          | Islândia      | 27.67 |       |
| 26   | 3       | 1    | Katarína Milly               | Eslováquia    | 27.72 |       |
| 27   | 5       | 7    | Katharina Stiberg            | Noruega       | 27.80 |       |
| 28   | 3       | 6    | Valery Svigir                | Croácia       | 27.81 |       |
| 29   | 4       | 8    | Gabriela Ņikitina            | Letônia       | 27.91 |       |
| 30   | 3       | 8    | Monica Johannessen           | Noruega       | 27.95 |       |
| 31   | 3       | 5    | Katarina Listopadová         | Eslováquia    | 27.98 |       |
| 32   | 5       | 1    | Sara Freitas Oliveira        | Portugal      | 28.18 |       |
| 33   | 3       | 2    | Liliána Szilágyi             | Hungria       | 28.26 |       |
| 34   | 3       | 3    | Ayse Ezgi Yazici             | Turquia       | 28.28 |       |
| 35   | 3       | 7    | Eva Chavez-Diaz              | Áustria       | 28.36 |       |
| 36   | 1       | 1    | Klára Václavíková            | Chéquia       | 28.41 |       |
| 37   | 2       | 6    | Bethany Carson               | Irlanda       | 28.43 |       |
| 38   | 2       | 4    | Sara Joo                     | Hungria       | 28.55 |       |
| 39   | 2       | 2    | Vaiva Gimbutytė              | Lituânia      | 28.70 |       |
| 40   | 2       | 1    | Emilie N Løvberg             | Noruega       | 28.83 |       |
| 41   | 1       | 4    | Maria Novikova               | Rússia        | 29.02 |       |
| 41   | 2       | 8    | Tatiana Perstniova           | Moldávia      | 29.02 |       |
| 43   | 2       | 7    | Aneta Pechancova             | Chéquia       | 29.12 |       |
| 44   | 2       | 3    | Ingibjörg Kristin Jónsdóttir | Islândia      | 29.40 |       |
| 45   | 1       | 5    | Desiree Felner               | Áustria       | 29.46 |       |
| 46   | 1       | 6    | Birita Debes                 | Ilhas Feroé   | 29.93 |       |
| 47   | 1       | 3    | Milica Marković              | Montenegro    | 30.35 |       |

### Semifinal
Esses foram os resultados das semifinais. 
Semifinal 1
| Pos. | Raia | Nadadora                | Nacionalidade | Tempo | Notas |
| ---- | ---- | ----------------------- | ------------- | ----- | ----- |
| 1    | 5    | Triin Aljand            | Estónia       | 26.20 | Q     |
| 2    | 4    | Ingvild Snildal         | Noruega       | 26.39 | Q     |
| 3    | 6    | Silvia di Pietro        | Itália        | 26.61 | Q     |
| 4    | 3    | Kristel Vourna          | Grécia        | 26.63 | Q,    |
| 5    | 2    | Nadiya Koba             | Ucrânia       | 26.92 |       |
| 6    | 1    | Sina Sutter             | Alemanha      | 27.02 |       |
| 7    | 7    | Eszter Dara             | Hungria       | 27.04 |       |
| 8    | 8    | Danielle Carmen Villars | Suíça         | 27.28 |       |

Semifinal 2
| Pos. | Raia | Nadadora            | Nacionalidade | Tempo | Notas |
| ---- | ---- | ------------------- | ------------- | ----- | ----- |
| 1    | 4    | Sarah Sjöström      | Suécia        | 26.22 | Q     |
| 2    | 3    | Anna Dowgiert       | Polónia       | 26.36 | Q,    |
| 3    | 6    | Ilaria Bianchi      | Itália        | 26.65 | Q     |
| 4    | 1    | Amit Ivri           | Israel        | 26.68 | Q     |
| 5    | 7    | Louise Hansson      | Suécia        | 26.72 |       |
| 6    | 5    | Hinkelien Schreuder | Países Baixos | 26.73 |       |
| 7    | 2    | Sviatlana Khakhlova | Bielorrússia  | 26.80 |       |
| 8    | 8    | Martina Moravcová   | Eslováquia    | 27.02 |       |

### Final
Esse foi o resultado da final. 
| Pos.              | Raia | Nadadora         | Nacionalidade | Tempo | Notas            |
| ----------------- | ---- | ---------------- | ------------- | ----- | ---------------- |
| Medalha de ouro   | 5    | Sarah Sjöström   | Suécia        | 25.64 |                  |
| Medalha de prata  | 4    | Triin Aljand     | Estónia       | 25.92 | Recorde nacional |
| Medalha de bronze | 6    | Ingvild Snildal  | Noruega       | 26.12 |                  |
| 4                 | 3    | Anna Dowgiert    | Polónia       | 26.38 |                  |
| 5                 | 2    | Silvia di Pietro | Itália        | 26.44 |                  |
| 6                 | 7    | Kristel Vourna   | Grécia        | 26.52 | Recorde nacional |
| 7                 | 1    | Ilaria Bianchi   | Itália        | 26.55 |                  |
| 8                 | 8    | Amit Ivri        | Israel        | 26.77 |                  |

Legenda
| Recorde mundial       | Recorde mundial (World record)               |                       | Recorde africano                      | Recorde africano (African) |                                           | Q | Classificado por posição (Qualified) |
| Recorde do campeonato | Recorde do campeonato (Championship record)  | Recorde da América    | Recorde da América (Americas)         | q                          | Classificado por melhor tempo (Qualified) |   |                                      |
| Melhor marca do ano   | Melhor marca do ano (World leading)          | Recorde asiático      | Recorde asiático (Asian)              | DNS                        | Não largou (Did not start)                |   |                                      |
| Recorde nacional      | Recorde nacional (National record)           | Recorde europeu       | Recorde europeu (European)            | DNF                        | Não terminou (Did not finish)             |   |                                      |
| Recorde pessoal       | Recorde pessoal do atleta (Personal best)    | Recorde da Oceania    | Recorde da Oceania (Oceania)          | DSQ / DQ                   | Desclassificado (Disqualified)            |   |                                      |
| Recorde da temporada  | Recorde da temporada do atleta (Season best) | Recorde sul-americano | Recorde sul-americano (South America) | NM                         | Sem marca (No mark)                       |   |                                      |